# Contre-la-montre masculin des juniors aux championnats du monde de cyclisme sur route 2021
Le contre-la-montre masculin des juniors (moins de 19 ans) aux championnats du monde de cyclisme sur route 2021 a lieu le 21 septembre 2021 sur 22,3 kilomètres entre Knokke-Heist et Bruges, en Belgique.

## Participants
| Équipes nationales (47)- Algérie juniors - Belgique juniors - Bermudes juniors - Bulgarie juniors - Canada juniors - Chili juniors - Colombie juniors - Cuba juniors - Chypre juniors - Danemark juniors - Estonie juniors - Éthiopie juniors - Finlande juniors - France juniors - Pays-Bas juniors - Irlande juniors - Italie juniors - Kazakhstan juniors - Croatie juniors - Lettonie juniors - Lituanie juniors - Luxembourg juniors - Mexique juniors - Nouvelle-Zélande juniors - Norvège juniors - Autriche juniors - Panama juniors - Pologne juniors - Portugal juniors - Porto Rico juniors - Roumanie juniors - Russie juniors - Rwanda juniors - Suisse juniors - Serbie juniors - Slovénie juniors - Slovaquie juniors - Espagne juniors - Grande-Bretagne juniors - Soudan juniors - Tchéquie juniors - Allemagne juniors - Ukraine juniors - Hongrie juniors - Uruguay juniors - États-Unis juniors - Ouzbekistan juniors |
| |

## Classement
| \| Classement général \| Classement général \| Classement général \| Classement général \| Classement général \| \| Coureur \| Coureur \| Pays \| Équipe \| Temps \| \| ------------------ \| -------------------- \| ------------------ \| ----------------------- \| ------------------ \| \| 1er \| Gustav Wang \| Danemark \| Danemark juniors \| 25 min 37 s \| \| 2e \| Joshua Tarling \| Royaume-Uni \| Grande-Bretagne juniors \| + 20 s \| \| 3e \| Alec Segaert \| Belgique \| Belgique juniors \| + 29 s \| \| 4e \| Carl-Frederik Bévort \| Danemark \| Danemark juniors \| + 30 s \| \| 5e \| Eddy Le Huitouze \| France \| France juniors \| + 33 s \| \| 6e \| Cian Uijtdebroeks \| Belgique \| Belgique juniors \| + 41 s \| \| 7e \| Jan Christen \| Suisse \| Suisse juniors \| + 45 s \| \| 8e \| Finlay Pickering \| Royaume-Uni \| Grande-Bretagne juniors \| + 52 s \| \| 9e \| Samuele Bonetto \| Italie \| Italie juniors \| + 53 s \| \| 10e \| Trym Brennsæter \| Norvège \| Norvège juniors \| + 58 s \| |                      |             |                         |             |
| |                      |             |                         |             |
| Source : ProCyclingStats |                      |             |                         |             |
| Classement général |                      |             |                         |             |
| Coureur | Coureur              | Pays        | Équipe                  | Temps       |
| 1er | Gustav Wang          | Danemark    | Danemark juniors        | 25 min 37 s |
| 2e | Joshua Tarling       | Royaume-Uni | Grande-Bretagne juniors | + 20 s      |
| 3e | Alec Segaert         | Belgique    | Belgique juniors        | + 29 s      |
| 4e | Carl-Frederik Bévort | Danemark    | Danemark juniors        | + 30 s      |
| 5e | Eddy Le Huitouze     | France      | France juniors          | + 33 s      |
| 6e | Cian Uijtdebroeks    | Belgique    | Belgique juniors        | + 41 s      |
| 7e | Jan Christen         | Suisse      | Suisse juniors          | + 45 s      |
| 8e | Finlay Pickering     | Royaume-Uni | Grande-Bretagne juniors | + 52 s      |
| 9e | Samuele Bonetto      | Italie      | Italie juniors          | + 53 s      |
| 10e | Trym Brennsæter      | Norvège     | Norvège juniors         | + 58 s      |